# Lingue andamanesi
Le lingue andamanesi sono una famiglia linguistica parlata in India nelle Isole Andamane.

## Distribuzione geografica
Le lingue andamanesi sono parlate nelle Isole Andamane, da cui prendono il nome.
Il ramo delle lingue grande-andamanesi è quasi estinto; la lingua a-pucikwar risultava ancora parlata da 10 persone nel 2006, mentre tutti gli altri idiomi del gruppo sono ritenuti già estinti (l'ultima parlante della lingua Bo, Boa Senior è morta nel 2010).
Nel ramo meridionale vengono attribuiti 250 parlanti per la lingua jarawa (dato del 2006) e 94 per la lingua ong (2006). La lingua sentinellese conta circa 100 parlanti (2000).

## Classificazione
- Lingue grande-andamanesi (10)
  - Gruppo centrale (6)
    - Lingua aka-bea (codice ISO 639-3 abj)
    - Lingua aka-kede (akx)
    - Lingua aka-kol (aky)
    - Lingua akar-bale (acl)
    - Lingua a-pucikwar (apq)
    - Lingua oko-juwoi (okj)

  - Gruppo settentrionale (4)
    - Lingua aka-bo (akm) *
    - Lingua aka-cari (aci)
    - Lingua aka-jeru (akj)
    - Lingua aka-kora (ack)
- Lingue andamanesi meridionali (2)
  - Lingua jarawa (anq)
  - Lingua ong o öñge (oon)
  - (?) Lingua sentinellese (std): si sa ben poco di questa lingua, anche a causa dell'isolamento dei suoi parlanti; per convenzione è considerata una lingua andamanese (a causa della sua collocazione geografica), tuttavia linguisticamente dovrebbe forse essere considerata una lingua isolata.